# Maureen O'Toole
Pour les articles homonymes, voir O'Toole.
Maureen "Mo" O'Toole, née le 24 mars 1961 à Long Beach (Californie, États-Unis), est une ancienne joueuse américaine de water-polo. Elle est médaillée de d'argent aux Jeux de 2000 et double médaillée de bronze aux Mondiaux en 1986 et 1991. Elle est considérée comme l'une des meilleures joueuses de l'histoire du water-polo.

## Carrière
Maureen O'Toole a un bachelor en éducation de l'Université d'Hawaï en 1985 puis un master en éducation de l'Azusa Pacific University (en) en 1990. De 1995 à 1997, elle est l'entraîneuse de l'équipe féminine de water-polo de l'université de Californie. En 2004, l'équipe qu'elle entraine remporte les championnats olympiques juniors.
Sélectionnée dans l'équipe de water-polo américaine pour les Jeux olympiques d'été de 2000 à l'âge de 39 ans, elle remporte son unique médaille olympique avec l'argent du tournoi féminin.
Elle entre au USA Water Polo Hall of Fame en 2003 et est six fois nommée Joueuse de Water Polo de l'année.

## Palmarès

### Jeux olympiques
- Jeux olympiques d'été de 2000 à Sydney ( Australie) :
  -  médaille d'argent du tournoi féminin

### Championnats du monde
- Championnats du monde 1991 à Perth ( Australie) :
  -  médaille de bronze du tournoi féminin
- Championnats du monde 1986 à Madrid ( Espagne) :
  -  médaille de bronze du tournoi féminin

### Jeux panaméricains
- Jeux panaméricains de 1999 à Winnipeg ( Canada) :
  -  médaille d'argent du tournoi féminin